# Saint-Just-Malmont
Saint-Just-Malmont – miejscowość i gmina we Francji, w regionie Owernia-Rodan-Alpy, w departamencie Górna Loara.
Według danych na rok 1990 gminę zamieszkiwało 3668 osób, a gęstość zaludnienia wynosiła 158 osób/km² (wśród 1310 gmin Owernii Saint-Just-Malmont plasuje się na 53. miejscu pod względem liczby ludności, natomiast pod względem powierzchni na miejscu 361.).